# Andrés Aubry
Andrés Aubry (1927-2007) fue un sociólogo y activista francés cuyo trabajo en la antropología, historia y geografía estuvo orientado al rescate de las sociedades indígenas, particularmente de los alrededores de San Cristóbal de las Casas, en el estado mexicano de Chiapas.
Aubry se graduó en etnosociología en Líbano, y en sociología e historia en París. Asesoró al Concilio Vaticano II, al Consejo Episcopal Latinoamericano, a la Unesco y a la CONAI (Comisión Nacional de Intermediación). En 1973 llegó a Chiapas, donde pasaría el resto de su vida.
Fue colaborador del periódico La Jornada de 1994 hasta su fallecimiento. Su último libro lleva como título Chiapas a contrapelo. Una agenda de trabajo para su historia en perspectiva sistémica y es una polémica a las interpretaciones tradicionales de la historia chiapaneca.
A petición del Subcomandante Marcos, fue asesor del Ejército Zapatista de Liberación Nacional.
Murió en un accidente automovilístico el 20 de septiembre de 2007 en la carretera que comunica Tuxla Gutiérrez con San Cristóbal de las Casas.